# Berrueco (Zaragoza)

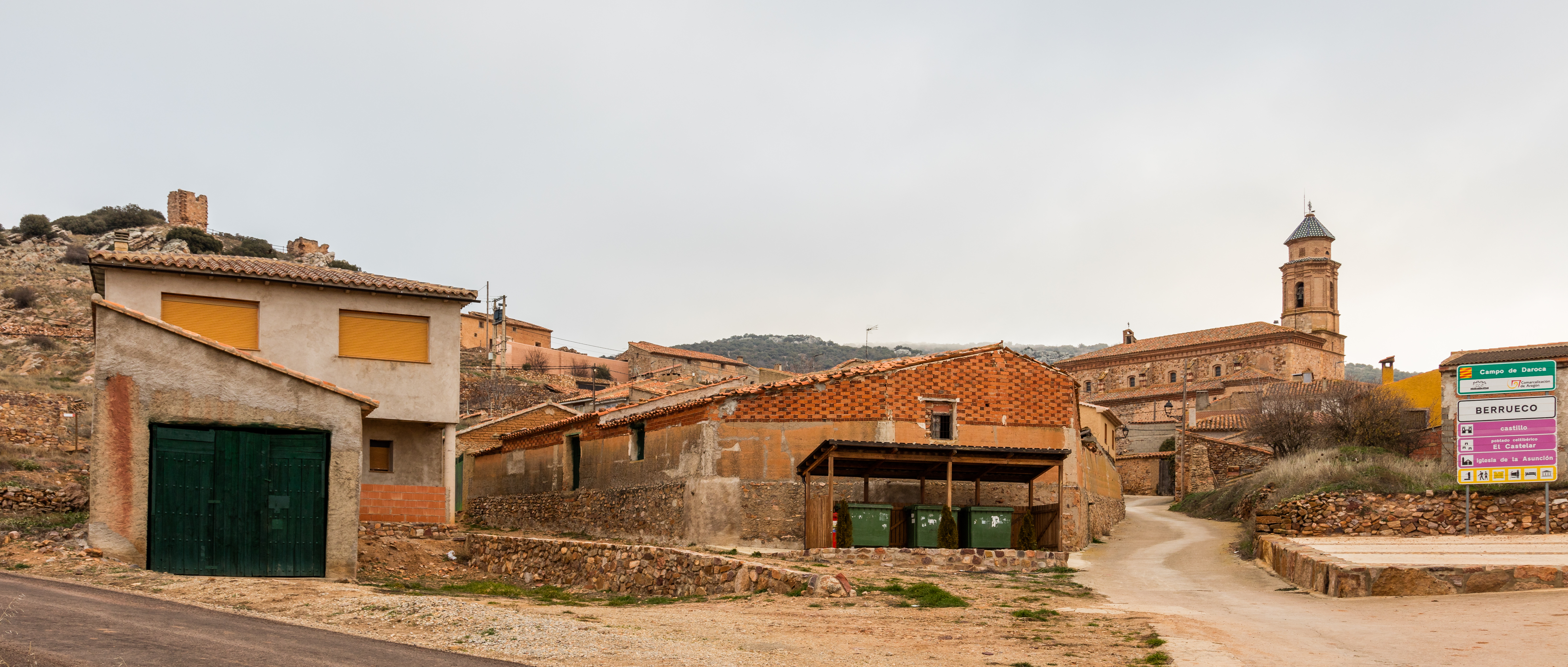
Vista general

Berrueco es un municipio de España, en la provincia de Zaragoza, comunidad autónoma de Aragón. Está situado a una altitud de 1087 m s. n. m. y tiene un área de 19,5 km² con una población de 32 habitantes (INE 2020) y una densidad de 1,64 hab/km².
Parte de su término municipal está ocupado por la Reserva natural dirigida de la Laguna de Gallocanta.

## Historia

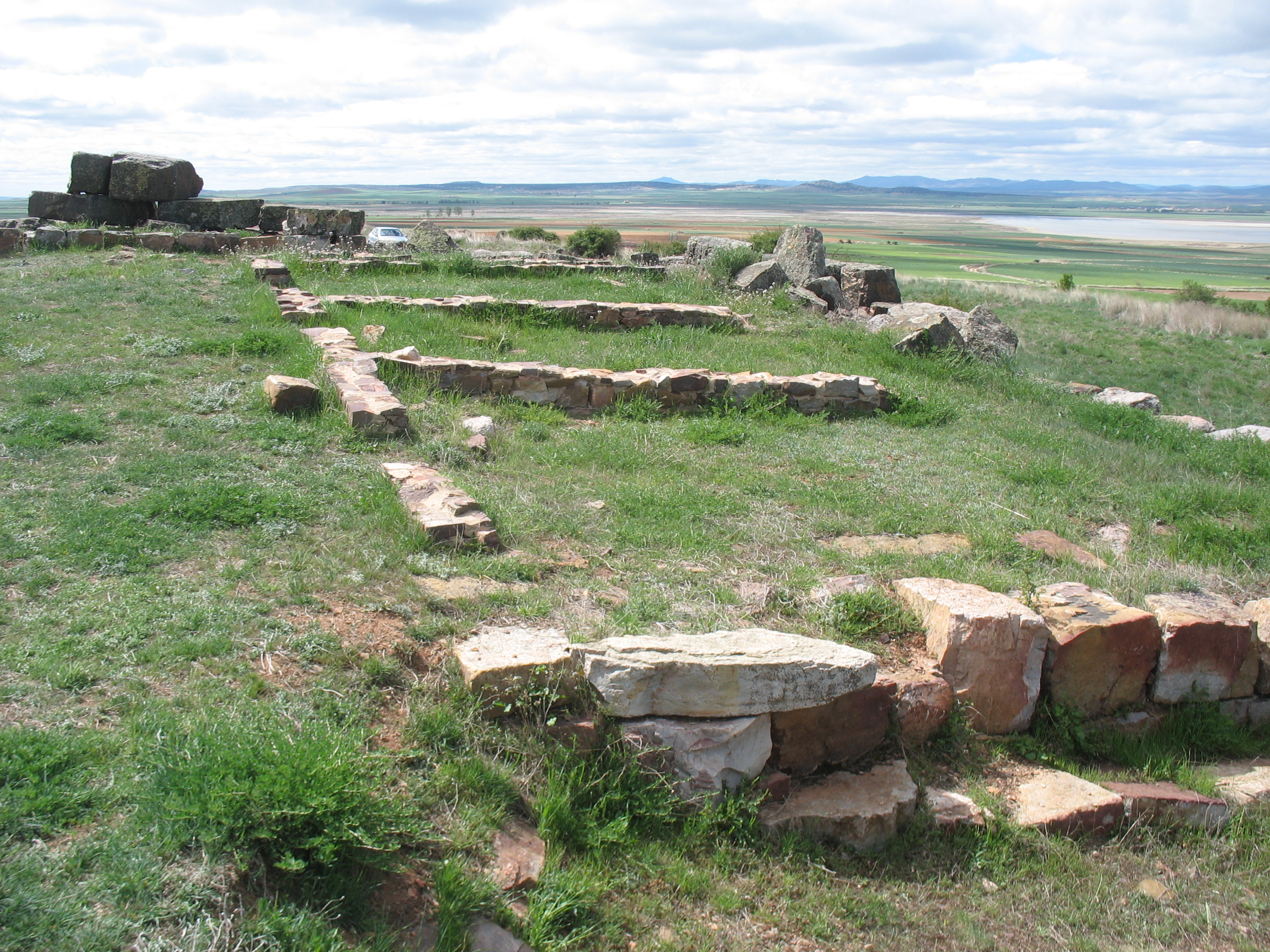
Yacimiento celtibérico de El Castellar

En el año 1248, por privilegio de Jaime I de Aragón, este lugar se desliga de la dependencia de Daroca, pasando a formar parte de Sesma del Campo de Gallocanta en la Comunidad de Aldeas de Daroca, que en 1838 fue disuelta.

## Demografía
Berrueco cuenta con una población de 33 habitantes (INE 2024).
| Gráfica de evolución demográfica de Berrueco entre 1842 y 2021                                                      |
| |
| Población de derecho según los censos de población del INE Población de hecho según los censos de población del INE |

## Administración y política
| Período   | Alcalde                       | Partido |  |
| --------- | ----------------------------- | ------- |  |
| 1979-1983 | Miguel Ballestín Rodrigo      | PSOE    |  |
| 1983-1987 |                               |         |  |
| 1987-1991 |                               |         |  |
| 1991-1995 |                               |         |  |
| 1995-1999 |                               |         |  |
| 1999-2003 |                               |         |  |
| 2003-2007 |                               |         |  |
| 2007-2011 |                               |         |  |
| 2011-2015 | María Carmen Ballestín Gimeno | PSOE    |  |
| 2015-2019 | María Carmen Ballestín Gimeno | PSOE    |  |
| 2019-2023 | María Carmen Ballestín Gimeno | PSOE    |  |

| Partido político    | Partido político                                   | 2003   | 2007   | 2011   | 2015   | 2019   |
| Partido político    | Partido político                                   | Ediles | Ediles | Ediles | Ediles | Ediles |
|                     | Partido de los Socialistas de Aragón (PSOE-Aragón) | 1      | 1      | 1      | 1      | 1      |
|                     | Partido Popular de Aragón (PP)                     | —      | —      | —      | —      | —      |
|                     | Partido Aragonés (PAR)                             | —      | —      | —      | —      | —      |
|                     | Chunta Aragonesista (CHA)                          | —      | —      | —      | —      | —      |
| Total de concejales | Total de concejales                                | 1      | 1      | 1      | 1      | 1      |

## Patrimonio
- Castillo de Berrueco BIC[8]
- El Castellar, poblado celtíbero.[9]